# 圣纳泽尔 (加尔省)
圣纳泽尔（法語：Saint-Nazaire，法語發音：[sɛ̃ nazɛʁ] ⓘ）是法国加尔省的一个市镇，位于该省东北部，属于尼姆区。

## 地理
圣纳泽尔（44°11'52"N, 4°37'29"E）面积6.68 平方千米，位于法国奧克西塔尼大區加尔省，该省份为法国南部沿海省份，南端濒地中海，北起顺时针与阿尔代什省、沃克吕兹省、罗讷河口省、埃罗省、阿韦龙省和洛泽尔省接壤。
与圣纳泽尔接壤的市镇（或旧市镇、城区）包括：塞茲河畔巴尼奧勒、圣亚历山大、圣热尔韦、韦内让。
圣纳泽尔的时区为UTC+01:00、UTC+02:00（夏令时）。

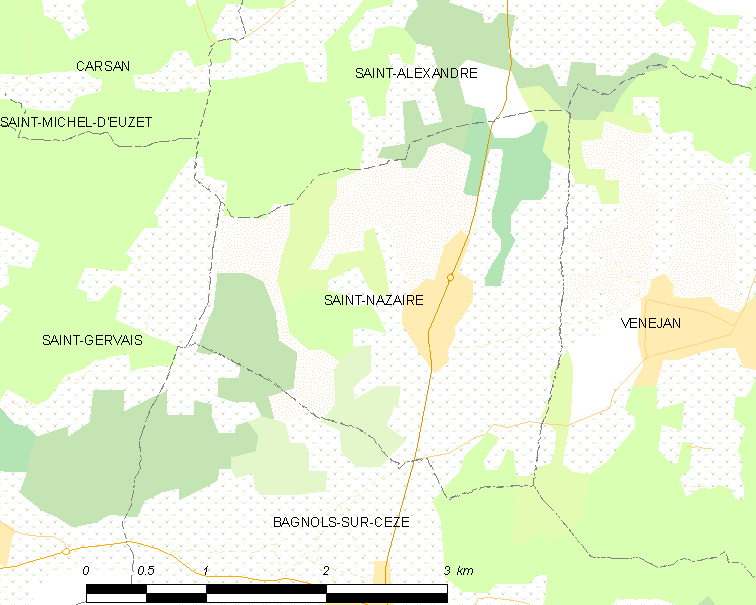
圣纳泽尔的OSM定位图

## 行政
圣纳泽尔的邮政编码为30200，INSEE市镇编码为30288。

## 政治
圣纳泽尔所属的省级选区为蓬圣埃斯普里县。

## 人口

1962-2008年间圣纳泽尔人口变化图示

圣纳泽尔于2022年1月1日时的人口数量为1297人。